# Sandringham (Automarke)
Sandringham war eine britische Automobil- und Nutzfahrzeugmarke, unter der 1902–1905 von Frank Morriss in King’s Lynn (Norfolk) Kraftfahrzeuge hergestellt wurden. Morriss war für die Betreuung der königlichen Daimler-Fahrzeuge im nahegelegenen Sandringham House zuständig.
Seine Fahrzeuge wurden von den Daimler der damaligen Zeit beeinflusst. Sie waren mit Zweizylindermotoren (ab 10 hp) ausgestattet und ihr Name vom Schloss von Morriss' Herrschaft abgeleitet. Auf dem Fahrgestell entstanden Pkw- wie auch Lieferwagen-Aufbauten.